# Cornusiine E
La cornusiine E est un ellagitanin. La molécule est un dimère de la tellimagrandine II. Elle est dimérisée par une laccase dans la plante Tellima grandiflora.